# .ss
.ss (Sudão do Sul) é o código TLD (ccTLD) na Internet para o Sudão do Sul.